# مایکل پپر
مایکل پپر (انگلیسی: Michael Pepper؛ زادهٔ ۱۰ اوت ۱۹۴۲) دانشمند در زمینه فیزیک نوین اهل بریتانیا است.
وی همچنین برندهٔ جوایزی همچون نشان فارادی، همکار انجمن سلطنتی، مدال موسسه فیزیک اسحاق نیوتن و مدال پادشاهی شده‌است.